# Wilhelm Born
Wilhelm Heinrich Born (7 agosto 1881 – ...) è stato un tiratore di fune e lottatore tedesco.

## Biografia
Ha partecipato ai giochi olimpici di Atene di 1906, dove ha vinto la medaglia d'oro nel tiro alla fune con la squadra tedesca, battendo la squadra greca.
Ha partecipato anche alla gara di lotta greco-romana, piazzandosi ala settimo posto.

## Palmarès
In carriera ha conseguito i seguenti risultati:
- Giochi olimpici

Atene 1906: oro nel tiro alla fune.